# San Felipe (Venezuela)

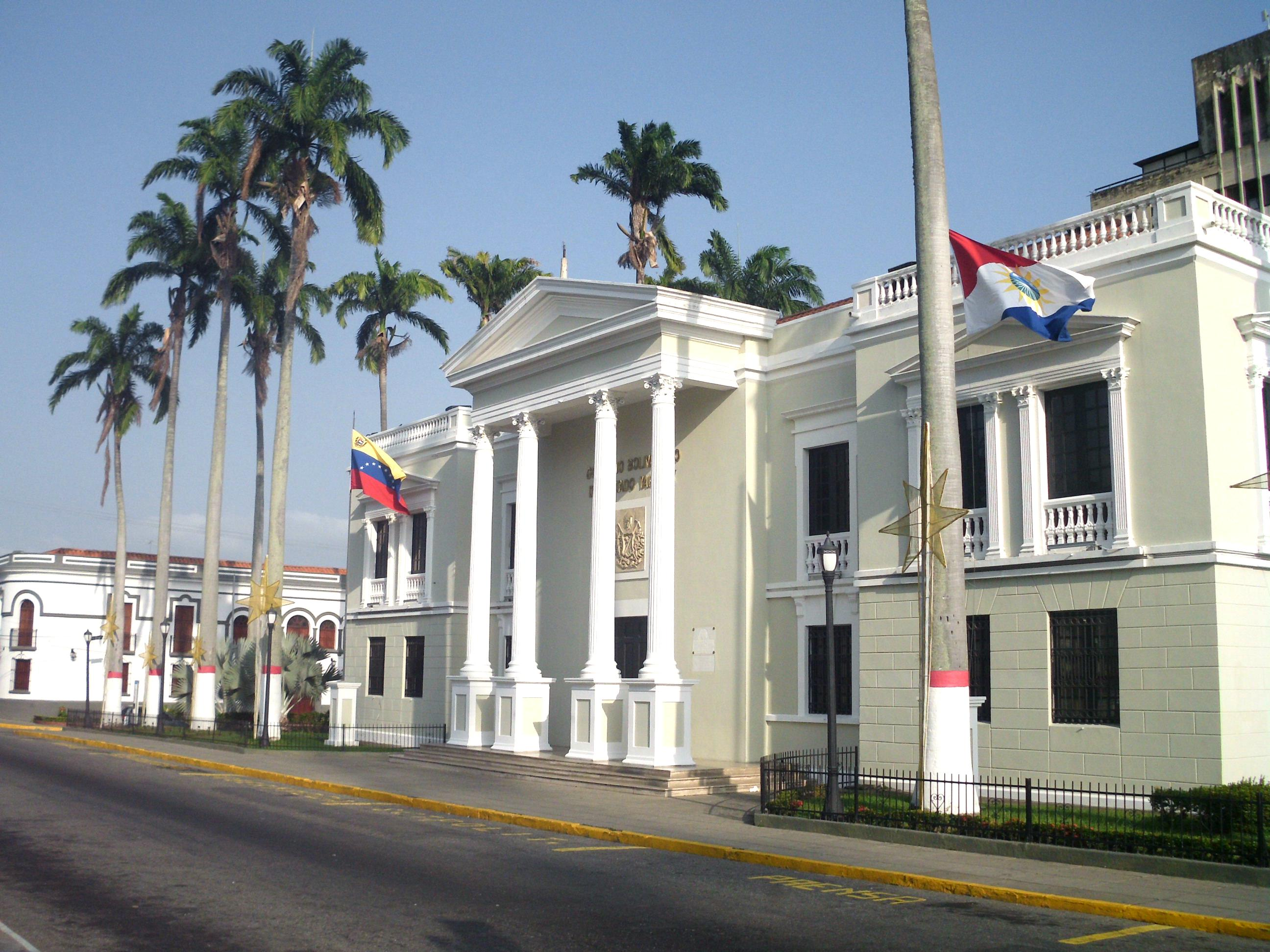
San Felipe, Yaracuy

San Felipe ist die Hauptstadt des venezolanischen Bundesstaates Yaracuy. Rund 86.000 Einwohner leben in San Felipe. Die 250 m über dem Meeresspiegel gelegene Stadt ist der Sitz der Diözese San Felipe. Sie befindet sich im Tal von Uadabacoa in einer fruchtbaren Gegend mit Anbau von Zuckerrohr und anderen Agrarprodukten.

## Geschichte
1720 errichteten Kapuziner eine Missionsstation. San Felipe wurde 1729 gegründet. Ein Erdbeben im Jahr 1812 zerstörte große Teile der Stadt. Einige Ruinen sind noch erhalten.

## Sehenswertes

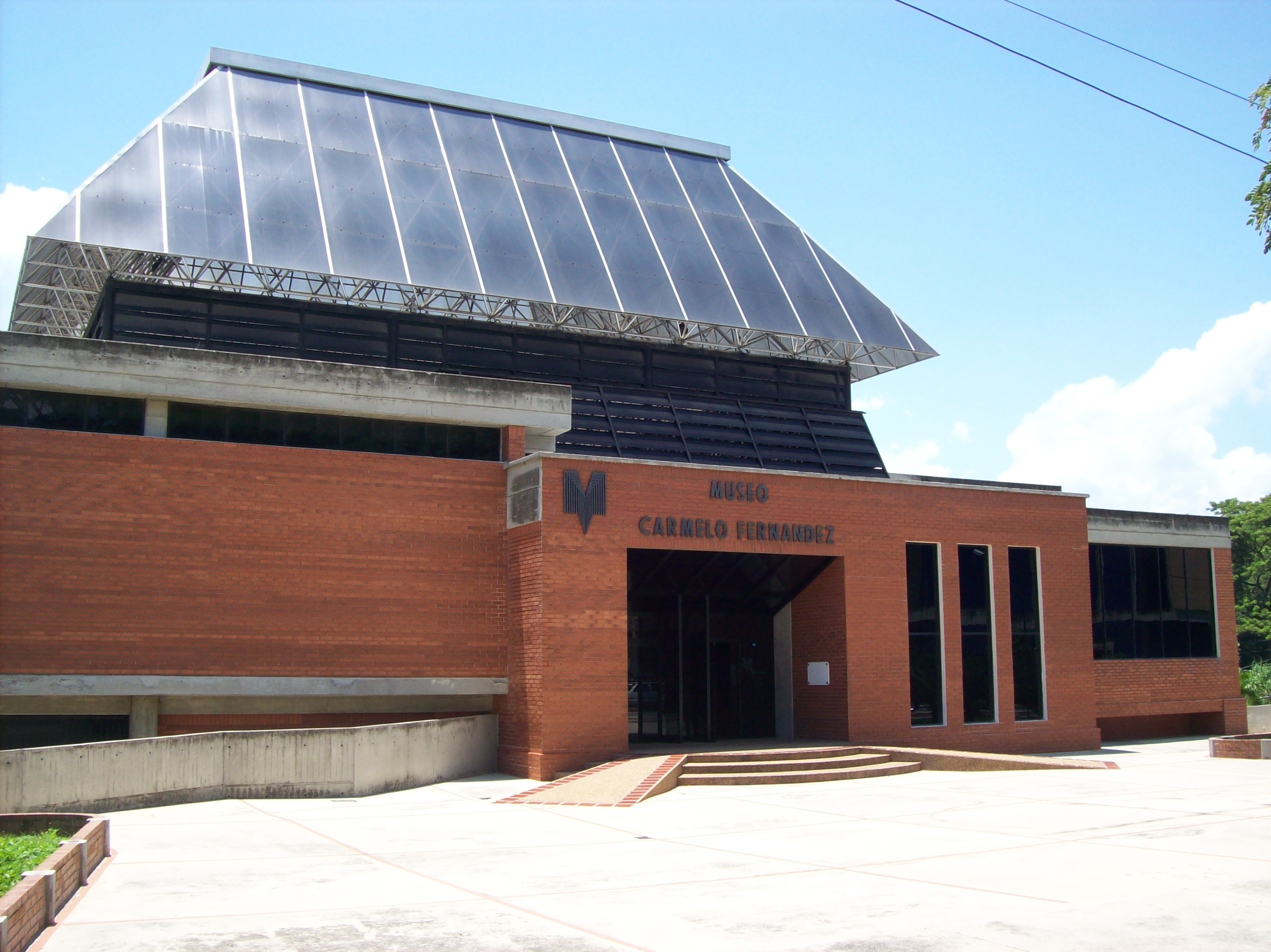
Museo Carmelo Fernández

- Tropischen Regenwald findet man im Parque Nacional Yuribí.
- Im Zentrum befindet sich der historische Park San Felipe El Fuerte mit den Ruinen der von dem Erdbeben zerstörten Gebäude.
- Im Park Exótica Flora Tropical kann man die wiederaufgebaute ehemalige Mission Unserer Lieben Frau vom Berge Karmel von 1720 besichtigen.
- Das Museo Carmelo Fernández ist ein interdisziplinäres Museum für visuelle Kunst der Region. Es wurde 1981 eröffnet.[1]

## Söhne und Töchter der Stadt
- Alfonso Blanco (* 1986), Boxer
- Luis Arráez (* 1997), Baseballspieler